# 利伍德 (堪薩斯州)
利伍德（Leawood）為美国堪薩斯州約翰遜縣轄下的城市，屬於堪薩斯城都會區的一部分。根據2010年美國人口普查，此城市人口有31,867人。

## 歷史
城市名以原地主奧斯卡·G·李（Oscar G. Lee）命名。

## 地理
利伍德坐落於北緯38度55分15秒、西經94度37分20秒（亦可表示為38.920802, -94.622118）處。根據美国人口调查局的資料，此城市總面積為39.26平方（15.16平方英里），其中39.01平方（15.06平方英里）為陸地，0.26平方（0.10平方英里）為水域。
此城市與堪薩斯州的歐弗蘭帕克、普雷里村以及密蘇里州的堪薩斯城毗鄰。

## 人口統計
| 调查年                | 人口   | 备注   | %±     |
| --------------------- | ------ | ------ | ------ |
| 1950                  | 1,167  |        | —      |
| 1960                  | 7,466  |        | 539.8% |
| 1970                  | 10,349 |        | 38.6%  |
| 1980                  | 13,360 |        | 29.1%  |
| 1990                  | 19,693 |        | 47.4%  |
| 2000                  | 27,656 |        | 40.4%  |
| 2010                  | 31,867 |        | 15.2%  |
| 2014年估计            | 34,395 | [ 10 ] | 7.9%   |
| U.S. Decennial Census |        |        |        |

據2007年估計，此城市每戶平均收入為117,896美元，每個家庭平均收入為136,871美元。男性平均收入90,546美元；女性平均收入43,933美元。此城市人均收入為49,139美元。此城市約有0.5%的家庭以及1.3%的居民低於貧窮門檻，其中18歲以下者占0.5%，65歲以上者佔2.8%。

### 2010年普查
據2010年的人口普查，此城市人口有31,867人，戶數11,781 戶，9,367個家庭。人口密度為817.0人/每平方公里（2,116.0人/每平方英里）。此城市有12,384棟住宅，平均每平方公里有317.5棟住宅。此城市居民之種族中，白人佔92.3%，非裔美國人佔1.9%，美洲原住民佔0.1%，亞裔美國人佔3.8%，其他種族佔0.4%，混血種族則佔1.4%。而西班牙裔或拉丁裔美國人佔此城市人口的2.2%。
此城市之戶籍數計有11,781 戶。其中擁有18歲以下孩童的住戶佔38.0%；已婚夫婦且同居的住戶佔72.7%，住戶為未婚女性者佔4.8%；住戶為未婚男性者佔2.0%；住戶並非一個家庭的佔20.5%。住戶為獨自一人居住的佔全戶之18.1%，其中有9.6%為65歲或以上之獨居老人。每戶住戶平均成員人數為2.70人，每個家庭平均成員人數則是3.09人。
此城市居民之年齡中位數為44.7歲。以年齡層分類，年齡低於18歲者佔28.1%；年齡介在18歲至24歲之間者佔4.3%；年齡介在25歲至44歲之間者佔18%；年齡介在45歲至64歲之間者佔34.3%；年齡高於65歲者佔15.3%。男性佔全市人口之48.5%，女性則佔全市人口之51.5%。

### 2000年普查
據2000年人口普查，此城市人口有27,656人，戶數9,841戶，8,118個家庭。人口密度為708.1人/每平方公里（1,833.4人/每平方英里）。此城市有10,129棟住宅，平均每平方公里有259.3棟住宅。此城市居民之種族中，白人佔95.19%，非裔美國人佔1.46%，美洲原住民佔0.14%，亞裔美國人佔2.18%，太平洋島裔美國人佔0.01%，其他種族佔0.25%，混血種族則佔0.77%。而西班牙裔或拉丁裔美國人佔此城市人口的1.30%。
此城市之戶籍數計有9,841戶，其中擁有18歲以下孩童的住戶佔41.4%；已婚夫婦且同居的住戶佔76.0%，住戶為未婚女性者佔5.1%；住戶並非一個家庭的佔17.5%。住戶為獨自一人居住的佔全戶之15.2%，其中有6.5%為65歲或以上之獨居老人。每戶住戶平均成員人數為2.81人，每個家庭平均成員人數則是3.14人。
以年齡層分類，年齡低於18歲者佔30.2%；年齡介在18歲至24歲之間者佔4.2%；年齡介在25歲至44歲之間者佔23.2%；年齡介在45歲至64歲之間者佔29.8%；年齡高於65歲者佔12.6%。此城市居民之年齡中位數為41歲。性別比方面，每100名女性所對應的男性數為96.1名，如只計算18歲或以上的居民，則是每100名女性所對應的男性數為93.3名。

## 宗教
利伍德為復活循道衛理聯合教會所在地，為堪薩斯城都會區最大的教會，也是美國最大的循道衛理教會。利伍德也是聖誕教堂（Church of the Nativity）、聖若翰·維雅納堂及聖彌額爾總領天使教堂（St. Michael the Archangel）等三座天主教會的所在地。

## 經濟

### 傑出雇主
根據2013年利伍德市綜合年度財務報告，此城市的傑出雇主有：
| #  | 雇主              | 員工人數 |
| -- | ----------------- | -------- |
| 1  | CBiZ              | 491      |
| 2  | Reece & Nichols   | 415      |
| 3  | 美國家庭醫師學會  | 350      |
| 4  | 藍谷聯合學區      | 346      |
| 5  | DEMDACO           | 297      |
| 6  | Select Quote      | 259      |
| 7  | 利伍德市政府      | 256      |
| 8  | Mariner           | 236      |
| 9  | A.B. May          | 225      |
| 10 | Euronet Worldwide | 191      |

## 教育

### 圖書館
利伍德設有約翰遜縣圖書館（Johnson County Library）提供予市民。
2014年6月，由於城市法規中規定禁止在居民住房前院設立獨立式構造物，利伍德市政府官員因此將迷你圖書館關閉。為了能設立迷你圖書館，一名9歲大的男童建立了一個臉書粉絲專頁以支持修訂利伍德市法規。另外有一位市民因搭建迷你圖書館而被處以25美元罰款。在此城市工作的市民對於居民住房前院的獨立式構造物之法規修訂亦有討論。

## 知名人物
出生及（或）居住於利伍德市的名人包含台灣國際航電股份有限公司（Garmin）共同創始人高民環、浪漫小說家朱莉·嘉伍德、來自密蘇里州的美國眾議員凱倫·麥卡錫以及棒球投手丹·奎森貝瑞等人。

## 姊妹城市
- 中華民國（臺灣）宜蘭縣宜蘭市（1988年）[22]，該市境內的「利伍德橋」即取名自堪薩斯州利伍德市[23]。
- 以色列基色（英语：Gezer）（2000年）

## 外部連結
- 利伍德市（页面存档备份，存于）
- 利伍德—公職人員名錄
- Old Leawood neighborhood website
- 利伍德市地圖（页面存档备份，存于），堪薩斯州運輸部

## 延伸閱讀
- History of the State of Kansas; William G. Cutler; A.T. Andreas Publisher; 1883. (Online HTML eBook)（页面存档备份，存于）
- Kansas : A Cyclopedia of State History, Embracing Events, Institutions, Industries, Counties, Cities, Towns, Prominent Persons, Etc; 3 Volumes; Frank W. Blackmar; Standard Publishing Co; 944 / 955 / 824 pages; 1912. (Volume1 - Download 54MB PDF eBook),(Volume2 - Download 53MB PDF eBook), (Volume3 - Download 33MB PDF eBook)